# Lucasidia mkeiteb
Lucasidia mkeiteb är en fjärilsart som beskrevs av Charles E. Rungs 1972. Lucasidia mkeiteb ingår i släktet Lucasidia och familjen nattflyn. Inga underarter finns listade i Catalogue of Life.